# 1080.
1080. je deveto desetletje v 11. stoletju med letoma 1080 in 1089. 